# Bilan saison par saison des Maple Leafs de Toronto
Les Maple Leafs de Toronto sont une franchise de la Ligue nationale de hockey depuis sa création en 1917.

Cette page retrace les résultats de l'équipe depuis cette première saison, en reprenant les résultats sous ces différentes appellations :
- les Arenas de Toronto (de 1917 à 1919) [1],
- les Saint-Patricks de Toronto(de 1919 à 1926)[2],
- les Maple Leafs de Toronto (depuis 1926)[3].

## Résultats des Arenas
Note: PJ : parties jouées, V : victoires, D : défaites, N : matchs nuls, DP : défaites après prolongation, Pts : Points, BP : buts pour, BC : buts contre, Pun : minutes de pénalité
| Saison    | PJ | V  | D  | N | Pts | BP  | BC  | Pun | Classement    | Séries éliminatoires                                                                           |
| --------- | -- | -- | -- | - | --- | --- | --- | --- | ------------- | ---------------------------------------------------------------------------------------------- |
| 1917-1918 | 22 | 13 | 9  | 0 | 26  | 108 | 109 | 0   | 1er à égalité | Finale de la LNH 10-7 Canadiens (trophée O'Brien) Vainqueur la Coupe Stanley 3-2 Millionnaires |
| 1918-1919 | 18 | 5  | 13 | 0 | 10  | 65  | 92  | 262 | 3e de la LNH  | Non qualifiés                                                                                  |

## Résultats des Saint-Patricks
| Saison    | PJ | V  | D  | N | Pts | BP  | BC  | Pun | Classement             | Séries éliminatoires                                                                               |
| --------- | -- | -- | -- | - | --- | --- | --- | --- | ---------------------- | -------------------------------------------------------------------------------------------------- |
| 1919-1920 | 24 | 12 | 12 | 0 | 24  | 119 | 106 | 219 | 3e de la LNH           | Non qualifiés                                                                                      |
| 1920-1921 | 24 | 15 | 9  | 0 | 30  | 105 | 100 | 254 | 1er de la LNH          | Finale de la LNH : 0-7 Sénateurs                                                                   |
| 1921-1922 | 24 | 13 | 10 | 1 | 27  | 98  | 97  | 114 | 2e de la LNH           | Finale de la LNH : 5-2 Sénateurs (trophée O'Brien) Vainqueur de la Coupe Stanley 3-2 Millionnaires |
| 1922-1923 | 24 | 13 | 10 | 1 | 27  | 82  | 88  | 200 | 3e de la LNH           | Non qualifiés                                                                                      |
| 1923-1924 | 24 | 10 | 14 | 0 | 20  | 59  | 85  | 178 | 3e de la LNH           | Non qualifiés                                                                                      |
| 1924-1925 | 30 | 19 | 11 | 0 | 38  | 90  | 84  | 249 | 2e de la LNH           | Finale de la LNH : 2-5 Canadiens                                                                   |
| 1925-1926 | 36 | 12 | 21 | 3 | 27  | 92  | 114 | 325 | 6e de la LNH           | Non qualifiés                                                                                      |
| 1926-1927 | 44 | 15 | 24 | 5 | 35  | 79  | 94  | 546 | 5e division canadienne | Non qualifiés                                                                                      |

## Résultats des Maple Leafs

### Les premiers temps
Cette période comprend les saisons entre 1927 et 1943, période où le nombre d'équipes dans la LNH a évolué avec des créations d'équipes, des disparitions, etc.
Au cours de cette période, les Maple Leafs ont été champion de la Coupe Stanley à deux reprises : en 1932 et 1942.
| Saison    | PJ | V  | D  | N | Pts | BP  | BC  | Pun | Classement             | Séries éliminatoires                                                    |
| --------- | -- | -- | -- | - | --- | --- | --- | --- | ---------------------- | ----------------------------------------------------------------------- |
| 1927-1928 | 44 | 18 | 18 | 8 | 44  | 89  | 88  | 436 | 4e division canadienne | Non qualifiés                                                           |
| 1928-1929 | 44 | 21 | 18 | 5 | 47  | 85  | 69  | 541 | 3e division canadienne | 7-2 Cougars 0-2 Rangers                                                 |
| 1929-1930 | 44 | 17 | 21 | 6 | 40  | 116 | 124 | 613 | 4e division canadienne | Non qualifiés                                                           |
| 1930-1931 | 44 | 22 | 13 | 9 | 53  | 118 | 99  | 540 | 2e division canadienne | 3-4 Black Hawks                                                         |
| 1931-1932 | 48 | 23 | 18 | 7 | 53  | 155 | 127 | 625 | 2e division canadienne | 6-2 Black Hawks 4-3 Maroons Vainqueur de la Coupe Stanley : 3-0 Rangers |
| 1932-1933 | 48 | 24 | 18 | 6 | 54  | 119 | 111 | 622 | 1e division canadienne | 3-2 Bruins 1-3 Rangers                                                  |
| 1933-1934 | 48 | 26 | 13 | 9 | 61  | 174 | 119 | 529 | 1e division canadienne | 2-3 Red Wings                                                           |
| 1934-1935 | 48 | 30 | 14 | 4 | 64  | 157 | 111 | 444 | 1e division canadienne | 3-1 Bruins 0-3 Maroons                                                  |
| 1935-1936 | 48 | 23 | 19 | 6 | 52  | 126 | 106 | 579 | 2e division canadienne | 8-6 Bruins 2-1 Americans 1-3 Red Wings                                  |
| 1936-1937 | 48 | 22 | 21 | 5 | 49  | 119 | 115 | 371 | 3e division canadienne | 0-2 Rangers                                                             |
| 1937-1938 | 48 | 24 | 15 | 9 | 57  | 151 | 127 | 404 | 1e division canadienne | 3-0 Bruins 1-3 Black Hawks                                              |
| 1938-1939 | 48 | 19 | 20 | 9 | 47  | 114 | 107 | 370 | 3e de la LNH           | 2-0 Americans 2-1 Red Wings 1-4 Bruins                                  |
| 1939-1940 | 48 | 25 | 17 | 6 | 56  | 134 | 110 | 485 | 3e de la LNH           | 2-0 Black Hawks 2-0 Red Wings 2-4 Rangers                               |
| 1940-1941 | 48 | 28 | 14 | 6 | 62  | 145 | 99  | 306 | 2e de la LNH           | 3-4 Bruins                                                              |
| 1941-1942 | 48 | 27 | 18 | 3 | 57  | 158 | 136 | 341 | 2e de la LNH           | 4-2 Rangers Vainqueur de la Coupe Stanley : 4-3 Red Wings               |
| 1942-1943 | 50 | 22 | 19 | 9 | 53  | 198 | 159 | 431 | 3e de la LNH           | 2-4 Red Wings                                                           |
| Saison    | PJ | V  | D  | N | Pts | BP  | BC  | Pun | Classement             | Séries éliminatoires                                                    |

### Lessix équipesoriginales
Cette période comprend les saisons entre 1942 et 1967. Pendant ce laps de temps, les six mêmes équipes se sont disputé la Coupe Stanley. Il s'agit des équipes suivantes :
- les Canadiens de Montréal ;
- les Bruins de Boston ;
- les Red Wings de Détroit ;
- les Rangers de New York ;
- les Black Hawks de Chicago ;
- et enfin les Maple Leafs.

Au cours de cette période, les Maple Leafs ont été champion de la Coupe Stanley à neuf reprises : en 1945, 1947, 1949, 1951, 1962, 1963, 1964 et 1967.
| Saison    | PJ | V  | D  | N  | Pts | BP  | BC  | Pun  | Classement   | Séries éliminatoires                                          |
| --------- | -- | -- | -- | -- | --- | --- | --- | ---- | ------------ | ------------------------------------------------------------- |
| 1941-1942 | 48 | 27 | 18 | 3  | 57  | 158 | 136 | 341  | 2e de la LNH | 4-2 Rangers Vainqueur de la Coupe Stanley : 4-3 Red Wings     |
| 1942-1943 | 50 | 22 | 19 | 9  | 53  | 198 | 159 | 431  | 3e de la LNH | 2-4 Red Wings                                                 |
| 1943-1944 | 50 | 23 | 23 | 4  | 50  | 214 | 174 | 303  | 3e de la LNH | 1-4 Canadiens                                                 |
| 1944-1945 | 50 | 24 | 22 | 4  | 52  | 183 | 161 | 317  | 3e de la LNH | 4-2 Canadiens Vainqueur de la Coupe Stanley : 4-3 Red Wings   |
| 1945-1946 | 50 | 19 | 24 | 7  | 45  | 174 | 185 | 247  | 5e de la LNH | Non qualifiés                                                 |
| 1946-1947 | 60 | 31 | 19 | 10 | 72  | 209 | 172 | 669  | 2e de la LNH | 4-1 Red Wings Vainqueur de la Coupe Stanley : 4-2 Canadiens   |
| 1947-1948 | 60 | 32 | 15 | 13 | 77  | 182 | 143 | 758  | 1e de la LNH | 4-1 Bruins Vainqueur de la Coupe Stanley : 4-0 Red Wings      |
| 1948-1949 | 60 | 22 | 25 | 13 | 57  | 147 | 161 | 706  | 4e de la LNH | 4-1 Bruins Vainqueur de la Coupe Stanley : 4-0 Red Wings      |
| 1949-1950 | 70 | 31 | 27 | 12 | 74  | 176 | 173 | 804  | 3e de la LNH | 3-4 Red Wings                                                 |
| 1950-1951 | 70 | 41 | 16 | 13 | 95  | 212 | 138 | 823  | 2e de la LNH | 4-1 Bruins Vainqueur de la Coupe Stanley : 4-1 Canadiens      |
| 1951-1952 | 70 | 29 | 25 | 16 | 74  | 168 | 157 | 841  | 3e de la LNH | 0-4 Red Wings                                                 |
| 1952-1953 | 70 | 27 | 30 | 13 | 67  | 156 | 167 | 812  | 5e de la LNH | Non qualifiés                                                 |
| 1953-1954 | 70 | 32 | 24 | 14 | 78  | 152 | 131 | 1022 | 3e de la LNH | 1-4 Red Wings                                                 |
| 1954-1955 | 70 | 24 | 24 | 22 | 70  | 147 | 135 | 990  | 3e de la LNH | 0-4 Red Wings                                                 |
| 1955-1956 | 70 | 24 | 33 | 13 | 61  | 153 | 181 | 1051 | 4e de la LNH | Non qualifiés                                                 |
| 1956-1957 | 70 | 21 | 34 | 15 | 57  | 174 | 192 | 829  | 5e de la LNH | Non qualifiés                                                 |
| 1957-1958 | 70 | 21 | 38 | 11 | 53  | 192 | 226 | 861  | 6e de la LNH | Non qualifiés                                                 |
| 1958-1959 | 70 | 27 | 32 | 11 | 65  | 189 | 201 | 846  | 4e de la LNH | 4-3 Bruins 1-4 Canadiens                                      |
| 1959-1960 | 70 | 35 | 26 | 9  | 79  | 199 | 195 | 859  | 2e de la LNH | 4-2 Red Wings 0-4 Canadiens                                   |
| 1960-1961 | 70 | 39 | 19 | 12 | 90  | 234 | 176 | 844  | 2e de la LNH | 1-4 Red Wings                                                 |
| 1961-1962 | 70 | 37 | 22 | 11 | 85  | 232 | 180 | 762  | 2e de la LNH | 4-2 Rangers Vainqueur de la Coupe Stanley : 4-2 Black Hawks   |
| 1962-1963 | 70 | 35 | 23 | 12 | 82  | 221 | 180 | 816  | 1e de la LNH | 4-1 Canadiens Vainqueur de la Coupe Stanley : 4-1 Red Wings   |
| 1963-1964 | 70 | 33 | 25 | 12 | 78  | 192 | 172 | 928  | 3e de la LNH | 4-3 Canadiens Vainqueur de la Coupe Stanley : 4-3 Red Wings   |
| 1964-1965 | 70 | 30 | 26 | 14 | 74  | 204 | 173 | 1068 | 4e de la LNH | 2-4 Canadiens                                                 |
| 1965-1966 | 70 | 34 | 25 | 11 | 79  | 208 | 187 | 811  | 3e de la LNH | 0-4 Canadiens                                                 |
| 1966-1967 | 70 | 32 | 27 | 11 | 75  | 204 | 211 | 736  | 3e de la LNH | 4-2 Black Hawks Vainqueur de la Coupe Stanley : 4-2 Canadiens |
| Saison    | PJ | V  | D  | N  | Pts | BP  | BC  | Pun  | Classement   | Séries éliminatoires                                          |

### Les temps modernes
Cette période correspond à toutes les années dans la LNH depuis l'expansion de la ligue en 1967. Depuis cette période, le nombre d'équipe n'a cessé d'augmenter pour arriver en 2017 à 31 franchises.
Depuis cette expansion, les Maple Leafs n'ont jamais remporté la Coupe Stanley.
| Saison            | PJ             | V              | D              | N              | DP             | DTB            | BP             | BC             | Pts            | Classement                   | Séries éliminatoires                      | Entraîneur                             |
| ----------------- | -------------- | -------------- | -------------- | -------------- | -------------- | -------------- | -------------- | -------------- | -------------- | ---------------------------- | ----------------------------------------- | -------------------------------------- |
| 1967-1968         | 74             | 33             | 31             | 10             | —              | —              | 209            | 176            | 76             | 5e de la division Est        | Non qualifiés                             | Punch Imlach                           |
| 1968-1969         | 76             | 35             | 26             | 15             | —              | —              | 234            | 217            | 85             | 4e de la division Est        | 0-4 Bruins                                | Punch Imlach                           |
| 1969-1970         | 76             | 29             | 34             | 13             | —              | —              | 222            | 242            | 71             | 6e de la division Est        | Non qualifiés                             | John McLellan                          |
| 1970-1971         | 78             | 37             | 33             | 8              | —              | —              | 248            | 211            | 82             | 4e de la division Est        | 2-4 Rangers                               | John McLellan                          |
| 1971-1972         | 78             | 33             | 31             | 14             | —              | —              | 209            | 208            | 80             | 4e de la division Est        | 1-4 Bruins                                | John McLellan King Clancy              |
| 1972-1973         | 78             | 27             | 41             | 10             | —              | —              | 247            | 279            | 64             | 6e de la division Est        | Non qualifiés                             | John McLellan                          |
| 1973-1974         | 78             | 35             | 27             | 16             | —              | —              | 274            | 230            | 86             | 4e de la division Est        | 0-4 Bruins                                | Leonard Kelly                          |
| 1974-1975         | 80             | 31             | 33             | 16             | —              | —              | 280            | 309            | 78             | 3e de la division Adams      | 2-1 Kings 0-4 Flyers                      | Leonard Kelly                          |
| 1975-1976         | 80             | 34             | 31             | 15             | —              | —              | 294            | 276            | 83             | 3e de la division Adams      | 2-1 Penguins 3-4 Flyers                   | Leonard Kelly                          |
| 1976-1977         | 80             | 33             | 32             | 15             | —              | —              | 301            | 285            | 81             | 3e de la division Adams      | 2-1 Penguins 2-4 Flyers                   | Leonard Kelly                          |
| 1977-1978         | 80             | 41             | 29             | 10             | —              | —              | 271            | 237            | 92             | 3e de la division Adams      | 2-0 Kings 4-3 Islanders 0-4 Canadiens     | Roger Neilson                          |
| 1978-1979         | 80             | 34             | 33             | 13             | —              | —              | 267            | 252            | 81             | 3e de la division Adams      | 2-0 Flames 0-4 Canadiens                  | Roger Neilson                          |
| 1979-1980         | 80             | 35             | 40             | 5              | —              | —              | 304            | 327            | 75             | 4e de la division Adams      | 0-3 North Stars                           | Floyd Smith Terrance Duff Punch Imlach |
| 1980-1981         | 80             | 28             | 37             | 15             | —              | —              | 322            | 367            | 71             | 5e de la division Adams      | 0-3 Islanders                             | Joe Crozier Mike Nykoluk               |
| 1981-1982         | 80             | 20             | 44             | 16             | —              | —              | 298            | 380            | 56             | 5e de la division Norris     | Non qualifiés                             | Mike Nykoluk                           |
| 1982-1983         | 80             | 28             | 40             | 12             | —              | —              | 293            | 330            | 68             | 3e de la division Norris     | 1-3 North Stars                           | Mike Nykoluk                           |
| 1983-1984         | 80             | 26             | 45             | 9              | —              | —              | 303            | 387            | 61             | 5e de la division Norris     | Non qualifiés                             | Mike Nykoluk                           |
| 1984-1985         | 80             | 20             | 52             | 8              | —              | —              | 253            | 358            | 48             | 5e de la division Norris     | Non qualifiés                             | Dan Maloney                            |
| 1985-1986         | 80             | 25             | 48             | 7              | —              | —              | 311            | 386            | 57             | 4e de la division Norris     | 3-0 Black Hawks 3-4 Blues                 | Dan Maloney                            |
| 1986-1987         | 80             | 32             | 42             | 6              | —              | —              | 286            | 319            | 70             | 4e de la division Norris     | 4-2 Blues 3-4 Red Wings                   | John Brophy                            |
| 1987-1988         | 80             | 21             | 49             | 10             | —              | —              | 273            | 345            | 52             | 4e de la division Norris     | 2-4 Red Wings                             | John Brophy                            |
| 1988-1989         | 80             | 28             | 46             | 6              | —              | —              | 259            | 342            | 62             | 5e de la division Norris     | Non qualifiés                             | John Brophy George Armstrong           |
| 1989-1990         | 80             | 38             | 38             | 4              | —              | —              | 337            | 358            | 80             | 3e de la division Norris     | 1-4 Blues                                 | Doug Carpenter                         |
| 1990-1991         | 80             | 23             | 46             | 11             | —              | —              | 241            | 318            | 57             | 5e de la division Norris     | Non qualifiés                             | Doug Carpenter Tom Watt                |
| 1991-1992         | 80             | 30             | 43             | 7              | —              | —              | 234            | 294            | 67             | 5e de la division Norris     | Non qualifiés                             | Tom Watt                               |
| 1992-1993         | 84             | 44             | 29             | 11             | —              | —              | 288            | 241            | 99             | 3e de la division Norris     | 4-3 Red Wings 4-3 Blues 3-4 Kings         | Pat Burns                              |
| 1993-1994         | 84             | 43             | 29             | 12             | —              | —              | 280            | 243            | 98             | 2e de la division Centrale   | 4-2 Blackhawks 4-3 Sharks 1-4 Canucks     | Pat Burns                              |
| 1994-1995         | 48             | 21             | 19             | 8              | —              | —              | 135            | 146            | 50             | 4e de la division Centrale   | 3-4 Blackhawks                            | Pat Burns                              |
| 1995-1996         | 82             | 34             | 36             | 12             | —              | —              | 247            | 252            | 80             | 3e de la division Centrale   | 2-4 Blues                                 | Pat Burns Nick Beverley                |
| 1996-1997         | 82             | 30             | 44             | 8              | —              | —              | 230            | 273            | 68             | 6e de la division Centrale   | Non qualifiés                             | Mike Murphy                            |
| 1997-1998         | 82             | 30             | 43             | 9              | —              | —              | 194            | 237            | 69             | 6e de la division Centrale   | Non qualifiés                             | Mike Murphy                            |
| 1998-1999         | 82             | 45             | 30             | 7              | —              | —              | 268            | 231            | 97             | 2e de la division Nord-Est   | 4-2 Flyers 4-2 Penguins 1-4 Sabres        | Pat Quinn                              |
| 1999-2000         | 82             | 45             | 27             | 7              | 3              | —              | 246            | 222            | 100            | 1er de la division Nord-Est  | 4-2 Senators 2-4 Devils                   | Pat Quinn                              |
| 2000-2001         | 82             | 37             | 29             | 11             | 5              | —              | 232            | 207            | 90             | 3e de la division Nord-Est   | 4-0 Senators 3-4 Devils                   | Pat Quinn                              |
| 2001-2002         | 82             | 43             | 25             | 10             | 4              | —              | 249            | 207            | 100            | 2e de la division Nord-Est   | 4-3 Islanders 4-3 Senators 2-4 Hurricanes | Pat Quinn                              |
| 2002-2003         | 82             | 44             | 28             | 7              | 3              | —              | 236            | 208            | 98             | 2e de la division Nord-Est   | 3-4 Flyers                                | Pat Quinn                              |
| 2003-2004         | 82             | 45             | 24             | 10             | 3              | —              | 242            | 204            | 103            | 2e de la division Nord-Est   | 4-3 Senators 2-4 Flyers                   | Pat Quinn                              |
| 2004-2005         | Saison annulée | Saison annulée | Saison annulée | Saison annulée | Saison annulée | Saison annulée | Saison annulée | Saison annulée | Saison annulée | Saison annulée               | Saison annulée                            | Saison annulée                         |
| 2005-2006         | 82             | 41             | 33             | —              | 1              | 7              | 257            | 270            | 90             | 4e de la division Nord-Est   | Non qualifiés                             | Pat Quinn                              |
| 2006-2007         | 82             | 40             | 31             | —              | 4              | 7              | 258            | 269            | 91             | 3e de la division Nord-Est   | Non qualifiés                             | Paul Maurice                           |
| 2007-2008         | 82             | 36             | 35             | —              | 7              | 4              | 231            | 260            | 83             | 5e de la division Nord-Est   | Non qualifiés                             | Paul Maurice                           |
| 2008-2009         | 82             | 34             | 35             | —              | 6              | 7              | 250            | 293            | 81             | 5e de la division Nord-Est   | Non qualifiés                             | Ron Wilson                             |
| 2009-2010         | 82             | 30             | 38             | —              | 10             | 4              | 214            | 267            | 74             | 5e de la division Nord-Est   | Non qualifiés                             | Ron Wilson                             |
| 2010-2011         | 82             | 37             | 34             | —              | 5              | 6              | 218            | 251            | 85             | 4e de la division Nord-Est   | Non qualifiés                             | Ron Wilson                             |
| 2011-2012         | 82             | 35             | 37             | —              | 5              | 5              | 231            | 264            | 80             | 4e de la division Nord-Est   | Non qualifiés                             | Ron Wilson Randy Carlyle               |
| 2012-2013         | 48             | 26             | 17             | —              | 0              | 5              | 145            | 133            | 57             | 3e de la division Nord-Est   | 3-4 Bruins                                | Randy Carlyle                          |
| 2013-2014         | 82             | 38             | 36             | —              | 4              | 4              | 231            | 256            | 84             | 6e de la division Atlantique | Non qualifiés                             | Randy Carlyle                          |
| 2014-2015         | 82             | 30             | 44             | —              | 3              | 5              | 211            | 262            | 68             | 7e de la division Atlantique | Non qualifiés                             | Randy Carlyle Peter Horachek           |
| 2015-2016         | 82             | 29             | 42             | —              | 5              | 6              | 198            | 246            | 69             | 8e de la division Atlantique | Non qualifiés                             | Michael Babcock                        |
| 2016-2017         | 82             | 40             | 27             | —              |                |                | 251            | 242            | 95             | 4e de la division Atlantique | 2-4 Capitals                              | Michael Babcock                        |
| 2017-2018         | 82             | 49             | 26             | —              |                |                | 277            | 232            | 105            | 3e de la division Atlantique | 3-4 Bruins                                | Michael Babcock                        |
| 2018-2019         | 82             | 46             | 28             | —              |                |                | 286            | 251            | 100            | 3e de la division Atlantique | 3-4 Bruins                                | Michael Babcock                        |
| 2019-2020         | 70             | 36             | 25             | —              |                |                | 238            | 227            | 81             | 3e de la division Atlantique | 2-3 Blue Jackets                          | Michael Babcock Sheldon Keefe          |
| 2020-2021 Détails | 56             | 35             | 14             | —              |                |                | 187            | 148            | 77             | 1er de la division Nord      | 3-4 Canadiens                             | Sheldon Keefe                          |